# Moggalana
Moggalana (Moggallāna; Pâli, auch ehrend: Mahamoggalana; Sanskrit: Maudgalyāyana) war neben Sariputta einer der beiden Hauptschüler Buddhas. Moggalana war für seine übernatürlichen Kräfte bekannt.